# Laphria affinis
Laphria affinis är en tvåvingeart som beskrevs av Macquart 1855. Laphria affinis ingår i släktet Laphria och familjen rovflugor. Inga underarter finns listade i Catalogue of Life.